# Picot de Johnston
El picot de Johnston (Dendropicos johnstoni) és una espècie d'ocell de la família dels pícids (Picidae) que habita la selva humida de l'illa de Bioko, i al continent, cap al nord, Camerun i Nigèria